# Kaple Panny Marie (Spy)
Kaple Panny Marie v obci Spy je postavena na horním okraji levého břehu údolí Janovského potoka u bývalého rybníčku poblíž návsi, v těsném sousedství budovy bývalé školy.

## Historie
Kaple byla vystavěna z milodarů a obecních prostředků dobrovolníky z řad místních obyvatel v letech 1899–1900 na pozemku odkoupeném od Václava Špryňara. Materiál byl získán zbořením staré zvoničky, další potřebný kámen byl nalámán v místním lomu a písek přivezen z obecního písníku. Kaple byla slavnostně vysvěcena 1. července 1900 a přešla do majetku obce.

## Architektura
Budova kaple je prostá stavba s půlkruhovým presbytářem, přístavkem sakristie a skromným vybavením. Oltář má hlavní sochu Panny Marie a boční sošky sv. Jana Křtitele a sv. Petra, kůr s malým harmoniem, ve vížce je zvonek z roku 1946 od zvonaře Rudolf Manouška z Brna. Původní zvon sv. Václava z roku 1860 byl roku 1942 zrekvírován pro válečné účely. Oplocení se zdí je z roku 1937. Opravy kaple proběhly v letech 1972 a 1976.

## Bohoslužby
Bohoslužby se konají dle ohlášení.